# Валерн (Швейцария)
Валерн (нем. Wahlern) — бывшая коммуна в Швейцарии, в кантоне Берн. С 1 января 2011 года объединена с коммуной Альблиген в новую коммуну Шварценбург.
До 2009 года была центром округа Шварценбург, с 2010 года входила в состав округа Берн-Миттельланд. Население составляет 6244 человека (на 31 декабря 2006 года). Официальный код — 0854.